# Базилярная инвагинация
Базилярная инвагинация — деформация основания затылочной кости, сопровождающаяся внедрением костных элементов края затылочного отверстия, мыщелков затылочной кости и зубовидного отростка второго шейного позвонка в полость задней черепной ямки.

## Этиология
Этиология врождённых форм базилярной инвагинации неизвестна. Приобретённые формы являются следствием таких заболеваний, как рахит, остеомаляция, деформирующая остеодистрофия Педжета, гиперпаратиреоз и др. Происходит смещение и сдавление ствола головного и верхних отделов спинного мозга, а также сосудов и нервных корешков. Достаточно часто патология сочетается с другими аномалиями краниовертебрального сочленения, такими как синостоз шейнных позвонков, окципитализация, платибазия.

## Диагностика
На рентгенограммах, компьютерных и магнитно-резонансных томограммах зубовидный отросток находится выше линии Чемберлена (линии, которая соединяет задний край твёрдого нёба с краем задней губы большого затылочного отверстия.

## Клиническая картина
При базилярной инвагинации отмечаются прогрессирующий тетрапарез, атрофия языка, дисфагия, нистагм, атаксия, боль в подзатылочной области.

## Лечение
Лечение, при наличии выраженной неврологической симптоматики, хирургическое. Оно включает переднюю декомпрессию с задней стабилизацией при неподдающейся коррекции инвагинации и задние декомпрессию и стабилизацию при незначительно выраженных формах заболевания.